# IQFoil
IQFoil  — официальное название спортивного снаряда c подводным крылом для участия в соревнованиях мужчин и женщин по парусному спорту.
Представляет собой плавучую доску с треугольным парусом на мачте и подводным крылом. Руль отсутствует, управление доской осуществляется за счёт наклона и поворота мачты относительно крепления её к корпусу.
Выход на крыло возможен при скорости ветра от 5 до 35 узлов. Оптимальные массы спортсменов находятся в диапазонах 65...85 килограмм для мужчин и 55...70 килограмм для женщин.
Введена в программу Летних Олимпийских игр 2024 вместо доски RS:X.

## Техника безопасности
- Для занятий  необходимы спасательный жилет, повышающий плавучесть спортсмена при падении его в воду и защитный шлем.
- Для уменьшения нагрузки на руки используется трапеция, которую спортсмен надевает на себя. Трапеция крюками прикрепляется к гику. Зачастую трапеция несёт функцию спасательного жилета.